# Coll de Basquetes
El Coll de Basquetes és una muntanya de 286 metres que es troba al municipi de Tivissa, a la comarca catalana de la Ribera d'Ebre. El terreny entre el Coll de Basquetes i el Coll de Bassoles és de geologia cretàcia i presenta afloraments de calcàries amb argiles laterítiques.